# 林俊傑
林 俊傑（リン・ジュンジエ、1981年3月27日 - ）、通称JJは、シンガポールのポップ・ミュージック歌手、作曲家、作詞家。親しい友人や教会の知人は彼をウェイン（Wayne）という洗礼名で呼ぶ。本貫（祖先の出身地）は福建省金門県。
シンガポールで生まれ、地元のメソジスト系の学校、セント・アンドリュース短期大学（大学準備校）で学んだ後、2003年に台湾でデビューする。中華圏（主に華語圏）で人気を博す。シンガポールでもCDがヒットし、TV番組やコマーシャルなどにも出演する。
また、2007年7月にアルバム「西界」の天津サイン会で2時間で3027枚サインし、それまでの、メキシコ人歌手の8時間に2825枚という世界記録を大幅に塗り替えた。

## 来歴
2020年、台北市東區にカフェ「Miracle Coffee」を開店。

## 出演作品

### 曲
- 第幾個100天 - アルバム「100天」収録

### ドラマ
- 花樣少年少女（2006年）- 盧静希 役
- 原來我不帥（2008年）- 小庄 役

### バラエティ番組
- 夢想的聲音 第一季（2016年）
- 夢想的聲音 第二季（2017年）
- 夢想的聲音 第三季（2018年）

### CM
- 中華電信大4G（2016年、台湾）
- 桂格燕麥（2017年、台湾）

## 音楽活動

### アルバム
- 樂行者（2003年4月10日 / 日本未発売）
- 第二天堂（2004年6月4日 / 日本未発売）
- 編號89757（2005年4月1日 / 2006年12月3日）
- 曹操（2006年2月17日 / 日本未発売）
- 西界（2007年6月29日 / 日本未発売）
- JJ陸（2008年10月18日 / 日本未発売）
- 100天（2009年12月18日 / 日本未発売）
- 100天．Love音樂實錄（2010年7月2日 / 日本未発売）
- 她說（2010年12月8日 / 日本未発売）
- 學不會（2011年12月31日 / 日本未発売）
- 因你而在（2013年3月13日 / 日本未発売）
- 新地球（2014年12月27日 / 日本未発売）
- 和自己對話（2015年12月25日 / 日本未発売）
- 偉大的渺小（2017年12月29日 / 日本未発売）
- 倖存者・如你（2020年10月20日 / 日本未発売）
- 感爵這一刻 Just Jazzin'（2020年12月22日 / 日本未発売）
- 重拾_快樂 Happily, Painfully After（2023年4月21日/日本未発売）

### シングル
1. 缓缓 feat. ルイス・フォンシ（2018年1月26日 / 日本未発売）
  - ルイス・フォンシの「Despacito」官話カヴァー

### 楽曲提供
- 浜崎あゆみ「The GIFT」（作曲、2015年）

## ミュージックビデオ
- 浜崎あゆみ / 「The GIFT」

## CM/イメージキャラクター
- 2020年　OSIM[3]